# Мнема (спътник)
Вижте пояснителната страница за други значения на Мнема.
Мнема е естествен спътник на Юпитер. Открит е от екипа от астрономи Скот Шепърд, Дейвид Джуит и Ян Клайн на 6 февруари 2003 г. Първоначалното означение на спътника е S/2003 J 21. Спътникът носи името на фигурата от древногръцката митология Мнема.
Мнема е малко по размери тяло с диаметър от 2 km и се намира на ретроградна орбита около Юпитер. Принадлежи към групата на Ананке.